# Centro Esportivo Universitário da Universidade Federal de Minas Gerais
O Centro Esportivo Universitário é uma unidade suplementar da Reitoria da Universidade Federal de Minas Gerais. Suas dependências (que consistem em uma área de 191 mil metros quadrados) dispõem de diversos dispositivos para a prática esportiva, cultural e didática, que podem ou não ser vinculadas à universidade.
O Centro Esportivo Universitário é a sede do Laboratório de Atividade Física e Saúde da UFMG, que atende a comunidade como núcleo de orientação, aplicação e renovação de métodos e técnicas relacionados às atividades físicas e desportivas e também serve as outras unidades da universidade, como órgão de apoio ao ensino, pesquisa e extensão. Também abriga o Centro de Treinamento Esportivo para treinamento de esportes especializados, com pista de atletismo e parque aquático.

## História
Através de um convênio firmado entre o governador Dr. Israel Pinheiro da Silva e o reitor Professor Marcello de Vasconcelos Coelho, em troca da construção do Centro Esportivo Universitário, a UFMG cedeu ao estado o terreno de 300 mil metros quadrados para edificação do Estádio Governador Magalhães Pinto, o Mineirão. A inauguração do CEU se deu no dia 8 de março de 1971. A pista de atletismo de terra batida misturada com carvão serviu para treinar vários corredores e saltadores de Minas, como a campeã panamericana Esmeralda Garcia. A pista deixou de ter relevância a partir da segunda metade da década de 1980, por causa da deterioração e falta de investimentos. A UFMG teve a chance de ganhar uma pista sintética, mas a direção optou por outras prioridades, e eventualmente os atletas mineiros passaram a usar outras pistas na década de 1990. 
Em 2012, começou a construção de um Centro de Treinamento Esportivo ao lado do CEU, em parceria da UFMG com a Secretaria de Esportes de Minas Gerais. Sua pista de atletismo em nível internacional foi inaugurada em 2013, enquanto o centro de esportes aquáticos está marcado para conclusão em 2015.

## Eventos
Apesar do espaço e dispositivos disponíveis, o complexo só veio a ser amplamente utilizado para as práticas culturais e esportivas depois de 2002. Até então suas dependências estavam restritas aos alunos da universidade e demais instituições de ensino associadas, como o Coltec.
Em junho de 2005, sediou a primeira edição do Torneio Aberto de Tênis Universitário. A competição reuniu jogadores nas classes "Open" (atletas ranqueados pela Associação dos Tenistas Profissionais), "A" e "B" (masculino e feminino) e "C" (masculino).
Em 2006 a UFMG realizou sua primeira olimpíada universitária nas dependências do centro esportivo. Financiado pela Reitoria, o evento custou cerca de R$ 90 000. A proposta do evento era a de ressaltar à comunidade universitária a ideia de que não é preciso ser atleta de alto nível para se dedicar ao esporte. Além das unidades acadêmicas, foram convidados a participar, com seus atletas, o Cedecom (Centro de Comunicação), a Fundep (Fundação de Desenvolvimento da Pesquisa) e a Assufemg (Associação de Servidores).
Em 2007 o CEU sediou as apresentações do Cirque du Soleil em Belo Horizonte. Segundo a diretora do CEU, Elen Marise de Oliveira, a escolha do local partiu dos próprios empresários do grupo. "O escritório brasileiro do Cirque du Soleil nos procurou, afirmando que não havia, em Belo Horizonte, outro lugar adequado para as apresentações", revela.
Desde 2009, o estacionamento do CEU recebe a festa de encerramento do festival gastronômico Comida di Buteco.